# My Family
My Family este un serial britanic de comedie, creat de Fred Barron, care a fost produs de DLT Entertainment și Rude Boy Productions și transmis de BBC One pentru unsprezece sezoane între 2000 și 2011. Familia mea a fost clasat pe locul 24 în topul, „Britain's Best Sitcom” în 2004 și a fost cel mai urmărit sitcom din Marea Britanie în 2008. Din 2011, acesta este unul din doar 12 sitcom-uri care au trecut de pragul de 100 de episoade.